# Levene Gouldin & Thompson Tennis Challenger 2013
Il Levene Gouldin & Thompson Tennis Challenger 2013 è stato un torneo di tennis facente parte della categoria ATP Challenger Tour nell'ambito dell'ATP Challenger Tour 2013. È stata la 20ª edizione del torneo che si è giocata a Binghamton negli USA dal 15 al 21 luglio 2013 su campi in cemento e aveva un montepremi di $50,000.

## Partecipanti singolare

### Teste di serie
| Nazionalità | Giocatore      | Ranking* | Testa di serie |
| ----------- | -------------- | -------- | -------------- |
| Stati Uniti | Rhyne Williams | 129      | 1              |
| Germania    | Miša Zverev    | 146      | 2              |
| Giappone    | Yūichi Sugita  | 148      | 3              |
| Stati Uniti | Donald Young   | 152      | 4              |
| Stati Uniti | Bradley Klahn  | 162      | 5              |
| Stati Uniti | Alex Kuznetsov | 163      | 6              |
| Tunisia     | Malek Jaziri   | 178      | 7              |
| Uzbekistan  | Farruch Dustov | 198      | 8              |

- Ranking al 9 luglio 2013.

### Altri partecipanti
Giocatori che hanno ricevuto una wild card:
- Jarmere Jenkins
- Dennis Novikov
- Rhyne Williams
- Donald Young

Giocatori che sono passati dalle qualificazioni:
- Takanyi Garanganga
- Mitchell Krueger
- Frederik Nielsen
- Greg Ouellette

## Vincitori

### Singolare
Alex Kuznetsov ha battuto in finale  Bradley Klahn con il punteggio di 6–4, 3–6, 6–3

### Doppio
Bradley Klahn /  Michael Venus hanno battuto in finale  Adam Feeney /  John-Patrick Smith con il punteggio di 6–3, 6–4